# Юридичний вісник України

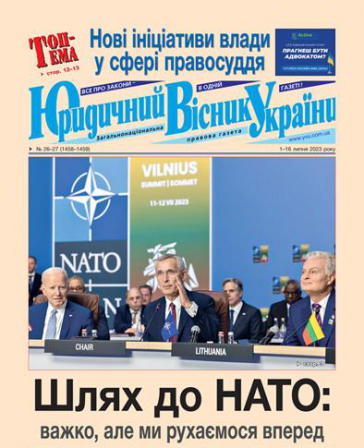

«Юридичний вісник України» — щотижнева всеукраїнська правова газета.

## Історія
Видається з 1996 року у Києві. Авторами видання є відомі вітчизняні вчені, державні діячі, судді, юристи-практики. Газета висвітлює процеси реалізації і формування правової політики держави, розвитку правової науки і юридичної практики. Присутні аналітичні статті, коментарі до нормативних актів, а також інші матеріали щодо практичного застосування норм чинного законодавства, обговорення законодавчих колізій та пропозиції щодо їх усунення. Подається добірка практики судів загальної юрисдикції, вищих судових інстанцій і судової практики Європейського суду з прав людини. 
Розрахована на широку аудиторію: професійних юристів, адвокатів, нотаріусів, працівників органів державної влади та управління, викладачів, науковців, студентів та громадян, які цікавляться правовою інформацією.
Стиль видання – узагальнення, аналіз, коментування, роз’яснення правових актів на науковому рівні.